# Vobbia
Vobbia (Veubbia in ligure) è un comune italiano di 367 abitanti della città metropolitana di Genova in Liguria.

## Geografia fisica
Il comune è situato nella valle omonima minore dell'alta valle Scrivia, a nordest di Genova, adiacente al torrente omonimo che è un affluente di destra del fiume Scrivia. Attraverso il valico di San Fermo, sull'Appennino ligure a 1.129 m s.l.m. presso il monte di San Fermo (1177 m), è possibile raggiungere la val Borbera e quindi il comune di Cabella Ligure in provincia di Alessandria.
Tra le vette del territorio il monte Buio (1402 m), il monte Carmo (1325 m), il monte Sopra Costa (1280 m), il monte Riondo (1254 m), il monte Cugno (1105 m), il bric delle Camere (1018 m), il monte Castello (1092 m), il monte Mortussa (999 m), il monte Lerta (997 m), il monte Cravi (990 m), il monte Bricco (986 m), il bric del Pra (981 m), il bric di Cravello (958 m), l'Alpe (957 m), il bric Il Castelluccio (916 m), il bric della Torre (755 m), il monte Bricchetto (739 m), il bric la Crocetta (737 m).
Il suo territorio comunale fa parte del Parco naturale regionale dell'Antola.
La struttura orografica del territorio è peculiare, essendo costituito da un unico ampio catino imbrifero anche con discrete zone pianeggianti e collinari (al centro), circondato da montagne; per contro il decorso torrentizio dell'unico effluente del bacino, il torrente Vobbia, dopo un percorso pianeggiante ed aperto, si sviluppa in uno stretto vallone scosceso, una gola rocciosa angusta e profonda, impervia, con cascate ed anfratti di difficile percorrenza. Anticamente la unica via ragionevole di uscita (e di accesso) dalla valle era quindi quella di risalire il bacino fino al crinale ovest dove era possibile raggiungere la Cruxe, cioè Crocefieschi, posta in posizione dominante sullo spartiacque. Più tardi la bassa valle del Vobbia, da Isola del Cantone e Vobbia, è stata percorsa dalla attuale strada, tortuosa e scavata nella roccia dell'orrido, che conserva notevoli aspetti scenografici, alcune vestigia stradali medioevali, e la possibilità di accedere al castello della Pietra, importante presidio di origine medioevale della antica Via del sale tra Genova e la Pianura Padana.

## Storia

### Feudo di Crocefieschi

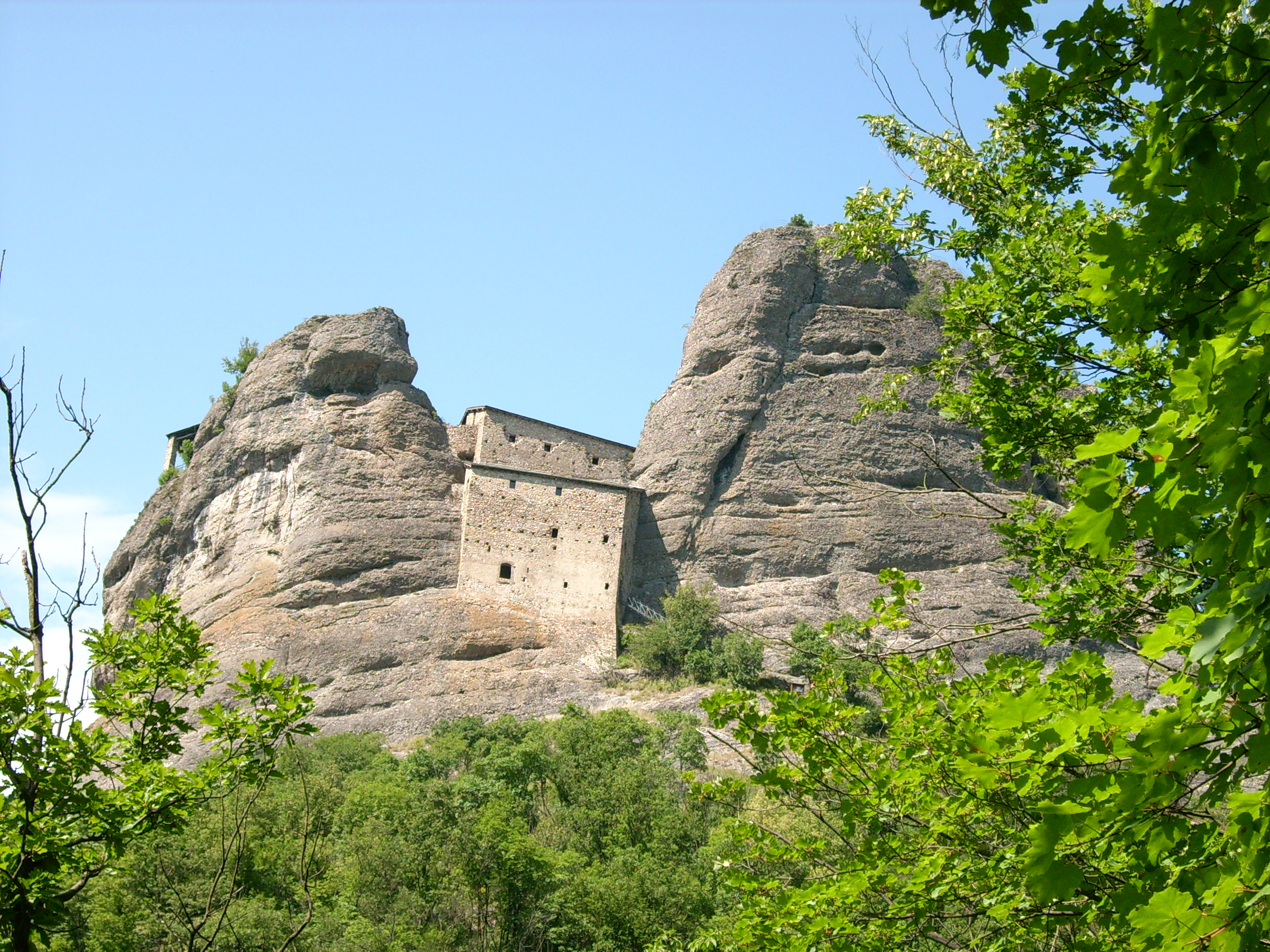
Il castello della Pietra

L'ente comunale di Vobbia fu costituito solamente nel 1903, staccandosi da Crocefieschi, di cui fino ad allora era frazione. La costituzione del nuovo comune fu decisa sia per incomprensioni con l'amministrazione comunale del tempo, sia per tentare di arrestare lo spopolamento della zona, la cui popolazione in quegli anni migrava verso le Americhe. Fino ad allora aveva seguito le sorti dell'allora capoluogo comunale.
Il territorio si formò riunendo antichi beni dell'abbazia di San Colombano di Bobbio con la corte di Clavarezza (Clauereza) (oggi in Valbrevenna) e Noceto (Nuseto), dell'abbazia di Precipiano e dei Fieschi di Lavagna, divenendo possedimento feudale dei vescovi di Tortona poi, dal 1164, proprietà della famiglia Malaspina. I marchesi di Gavi aggiunsero la valle ai loro possedimenti fino al 1252, anno in cui il territorio e il locale castello passarono alle dipendenze di Opizzone della Pietra, quest'ultimo signore del feudo di Mongiardino in consorzio con gli omonimi signori locali. Un successivo documento del 1253 cita inoltre il possedimento territoriale del castello sui borghi di Vobbia, Vallenzona, Arezzo, Costa di Vallenzona, Salmorra e Berga.
Una parte consistente del feudo entrò quindi in possesso di Barnaba Spinola dal 1296 e molto probabilmente, non esistono infatti documenti certi, acquisì completamente tutto il territorio feudale all'inizio del XIV secolo. La proprietà di una parte della signoria di Mongiardino, comprendente anche Vobbia, fu ceduta per eredità della madre Tommasina Spinola, il 16 aprile 1678, ai figli Innocenzo e Gerolamo Fieschi, famiglia che esercitò su tutto il territorio un dominio pressoché assoluto fino al 1797, anno della soppressione dei Feudi imperiali.
Con la nuova dominazione francese di Napoleone Bonaparte questa parte del territorio rientrò dal 2 dicembre nel dipartimento dei Monti Liguri Occidentali, con capoluogo Rivarolo, all'interno della Repubblica Ligure. Dal 28 aprile del 1798 con i nuovi ordinamenti francesi, l'odierno territorio comunale di Vobbia rientrò nel I cantone della giurisdizione dei Monti Liguri Occidentali con capoluogo La Croce (Crocefieschi). Dal 1803 fu centro principale dell'VIII cantone dell'Alta Valle Scrivia nella giurisdizione del Lemmo. Annesso al Primo Impero francese dal 13 giugno 1805 al 1814 venne inserito nel dipartimento di Genova.
Unito ufficialmente alla municipalità di Crocefieschi dal 1815, il paese fu inglobato nel Regno di Sardegna, come stabilito dal congresso di Vienna del 1814, e successivamente nel Regno d'Italia dal 1861. Nel 1866 si istituì un primo e semi-dipendente registro di stato civile.

### L'indipendenza comunale

Lo stemma comunale in uso dal 1903 al 1998

Le prime avvisaglie della futura separazione di Vobbia da Crocefieschi cominciarono a prendere corpo dalla fine dell'Ottocento, quando incomprensioni e ostruzionismi comunali tra la frazione e il capoluogo diventarono oramai insanabili. La questione che fece scattare l'accesa protesta dei "frazionisti di Vobbia" fu la proposta per la costruzione di un rapido collegamento stradale tra Crocefieschi e Savignone, strada che avrebbe, secondo i vobbiesi, di fatto tagliato fuori dall'abitato di Vobbia e relative frazioni da un possibile sviluppo commerciale. Tra l'altro, si contestò il gravoso stato di abbandono dei collegamenti stradali di alcune piccole località vobbiesi, ridotte a semplici mulattiere.
La situazione che si stava creando in questa parte di territorio dell'alta valle Scrivia fece ben presto eco nella stampa locale e poi nazionale tanto che portò ad un diretto interessamento del Ministero dell'Interno soprattutto dopo nuove polemiche e disordini. Lo stesso consiglio comunale di Crocefieschi, con una delibera del 17 aprile 1898, riconobbe oramai le tesi "separatiste" delle frazioni vobbiesi dando il benestare per l'avvio delle pratiche atte alla costituzione del nuovo comune. La proposta di legge per la "Costituzione delle frazioni di Crocefieschi in Comune autonomo" fu presentata alla Camera dei deputati il 24 maggio 1899 dall'onorevole genovese Gian Carlo Daneo. Approvato dalla Camera, il decreto legge n° 253 fu ufficialmente promulgato il 13 giugno 1901 dal re Vittorio Emanuele III. Il 28 gennaio 1903 si svolsero le prime elezioni comunali e, con seduta del 29 gennaio, fu eletto Luigi Ratto primo sindaco di Vobbia.
Dal 1859 al 1926 il territorio fu compreso nel IX mandamento di Savignone del circondario di Genova dell'allora provincia di Genova.
Dal 1973 al 31 dicembre 2008 ha fatto parte della Comunità montana Alta Valle Scrivia e, con le nuove disposizioni della Legge Regionale n° 24 del 4 luglio 2008, ha fatto parte fino al 2011 della Comunità montana Valli Genovesi Scrivia e Polcevera.

### Simboli
Stemma
Gonfalone
Lo stemma e il gonfalone sono stati concessi con il decreto del presidente della Repubblica del 1º marzo 2000.
In precedenza era rappresentato un castello di rosso, torricellato di un pezzo centrale, posto su un colle fondato in punta e accompagnato nel cantone destro del capo da un albero di olivo.

## Monumenti e luoghi d'interesse

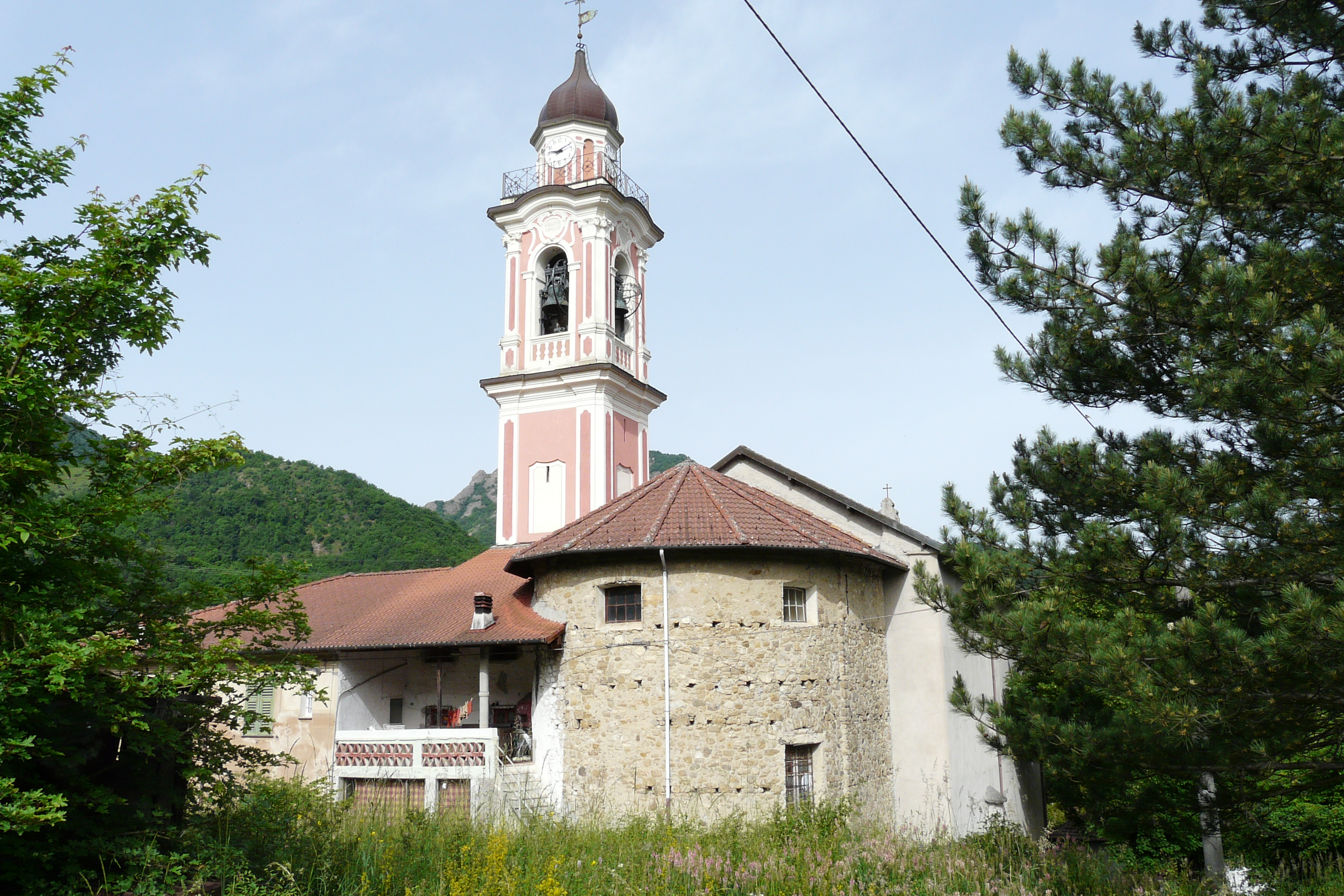
La chiesa parrocchiale di Nostra Signora delle Grazie sovrastante l'abitato di Vobbia

### Architetture religiose
- Chiesa parrocchiale di Nostra Signora delle Grazie, nel capoluogo, risalente ad un periodo antecedente al XVII secolo. Parrocchia dal 1697, conserva una statua in legno del Maragliano.
- Oratorio della Santissima Trinità nel capoluogo, del XVII secolo.
- Chiesa parrocchiale di Nostra Signora della Neve e San Gaetano nella frazione di Alpe, risalente ad un periodo tra il 1840 e il 1843.
- Chiesa parrocchiale dei Santi Cosma e Damiano nella frazione di Arezzo, risalente al 1311, ma ricostruita nella prima metà del XVIII secolo. Fu anticamente annessa alla cura della parrocchia di Santa Maria Assunta di Vallenzona.
- Chiesa parrocchiale della Natività di Maria Santissima nella frazione di Noceto. La parrocchiale è citata in antichi testi del 972 e già dal 2 novembre 1302 fu eretta a parrocchia. Soppressa e quindi ripristinata nel 1728, fu interessata da un vasto incendio nel 1870.
- Chiesa parrocchiale di Sant'Antonio da Padova nella frazione di Salata. Edificata nel XVIII secolo, fu elevata al titolo di parrocchiale nel 1736 o nel 1738 secondo altre fonti. Il nuovo altare fu consacrato dal cardinale Giuseppe Siri il 17 agosto del 1950.
- Chiesa parrocchiale di Santa Maria Assunta nella frazione di Vallenzona, già citata in un documento del XIII secolo.
- Cappella di San Fermo presso la frazione di Vallenzona, al confine tra Liguria e Piemonte.

### Architetture militari
(Edoardo Firpo)
Incastrato nei bastioni di pietra, su una roccia bifida, è collocato nella media val Vobbia il caratteristico castello della Pietra del XIII secolo. Antico possedimento nobiliare ed importante per la sua posizione strategica lungo il percorso per il Basso Piemonte, è stato restaurato negli anni ottanta del Novecento con fondi della Provincia di Genova.
Dal 2008 il castello è gestito dall'Ente Parco dell'Antola che organizza visite guidate nel periodo aprile-ottobre ed un programma di manifestazioni storiche nel periodo estivo, durante il quale funziona anche un punto ristoro che promuove i prodotti tipici del parco.

## Società

### Evoluzione demografica

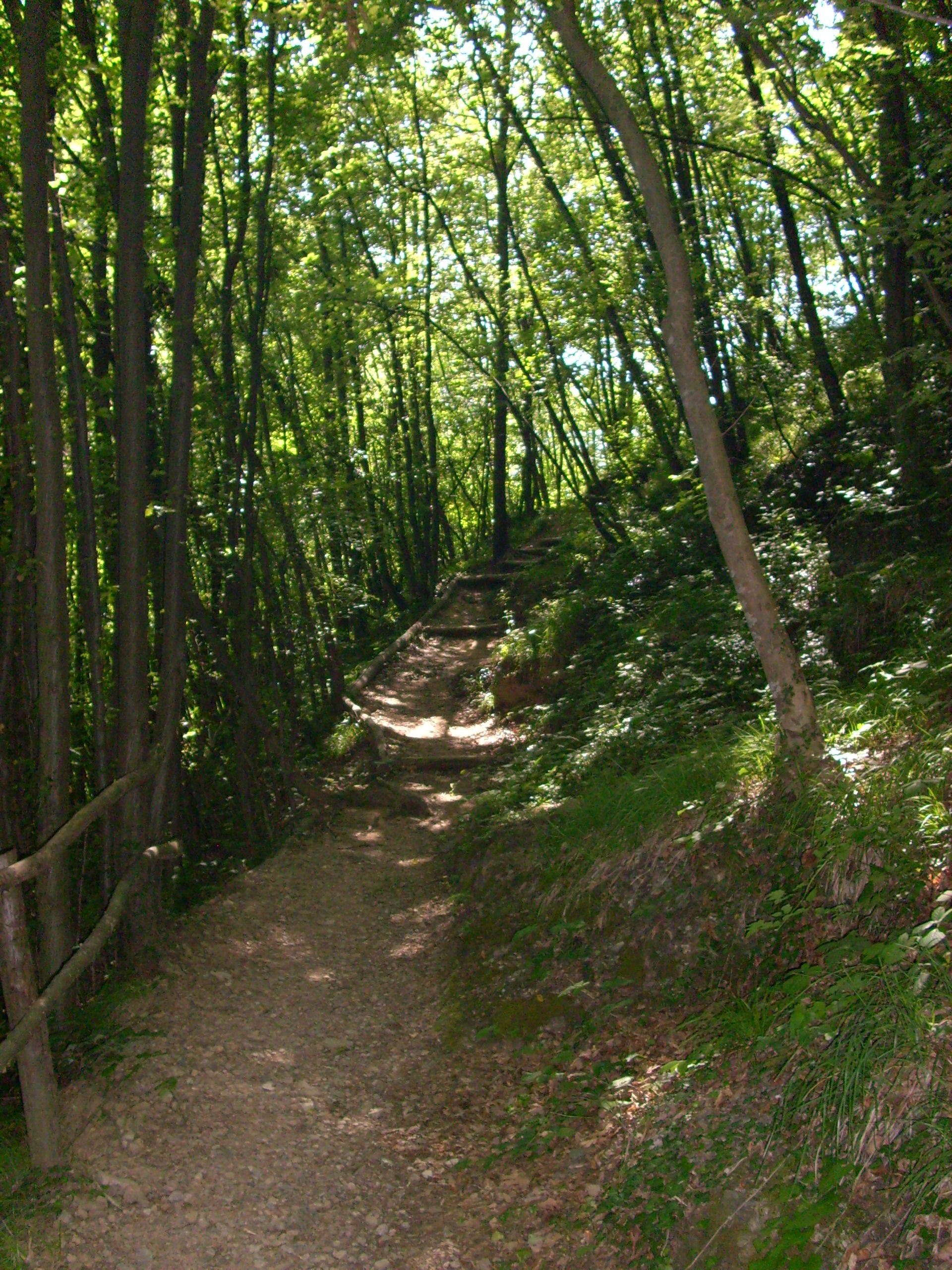
Il sentiero che conduce al castello della Pietra

Abitanti censiti

### Etnie e minoranze straniere
Secondo i dati Istat al 31 dicembre 2022, i cittadini stranieri residenti a Vobbia sono 7.

## Geografia antropica

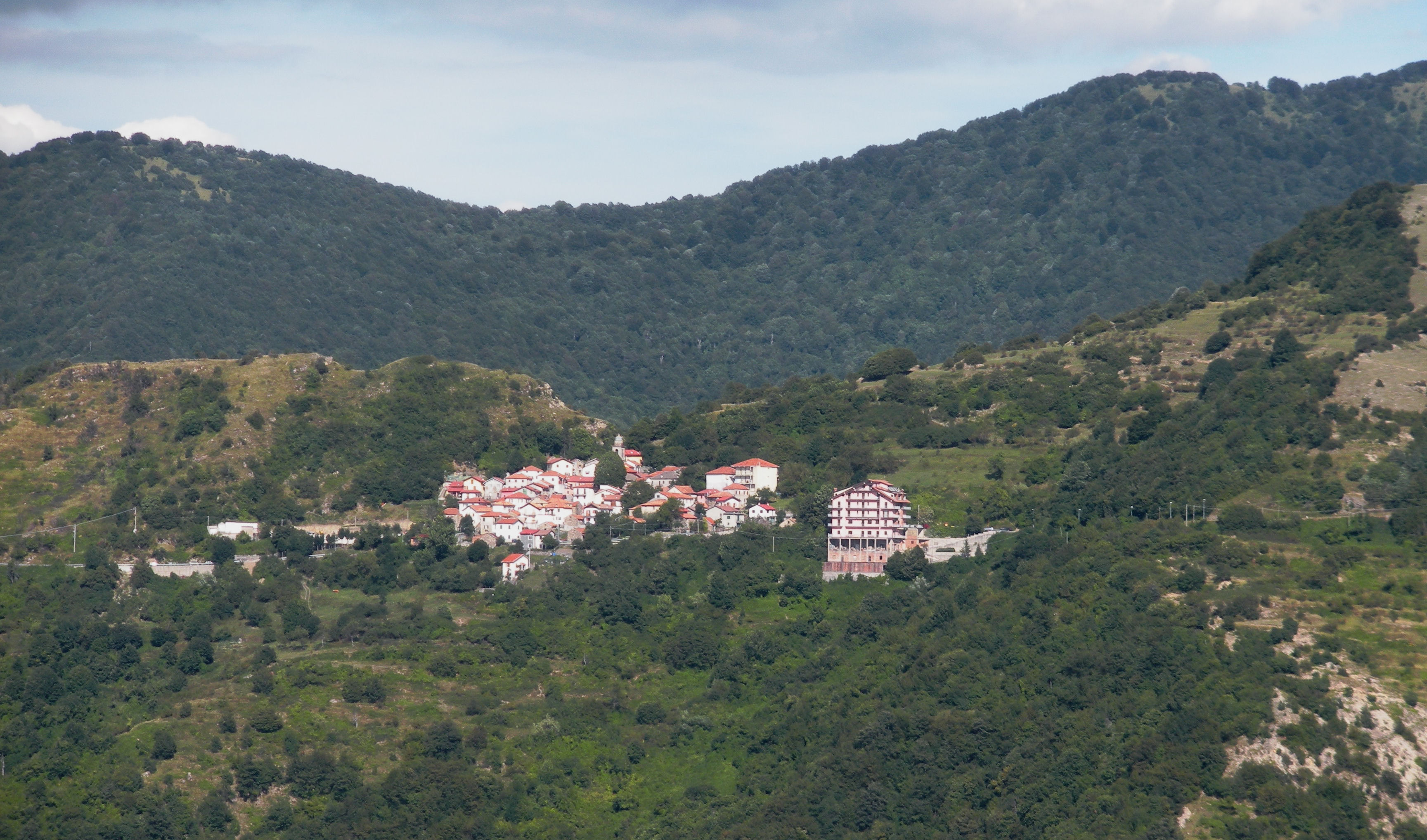
Panorama della frazione di Alpe

Il comune è costituito, oltre al capoluogo, dalle cinque frazioni di Alpe, Arezzo, Noceto, Salata e Vallenzona per un totale di 33,43 km2. Fanno altresì parte del territorio le località di Caprieto, Casareggio di Salata, Costa Clavarezza, Costa di Vallenzona, Piani di Vallenzona, Poggio, Selva e Vigogna.
Confina a nord con i comuni di Isola del Cantone e Mongiardino Ligure (AL), a sud con Valbrevenna, ad ovest con Isola del Cantone, Busalla e Crocefieschi e ad est con Mongiardino Ligure e Carrega Ligure (AL).

### Frazioni
- La frazione di Alpe costituisce un interessante agglomerato montano (1.017 m s.l.m.) viva testimonianza di come vivevano i pastori dell'entroterra ligure fino alla seconda guerra mondiale. Situata in posizione panoramica, si trova a 8,5  km dal capoluogo. È raggiungibile anche da Crocefieschi, attraverso una strada di circa 5 km  km, molto panoramica ma assai dissestata.
- Noceto è un borgo a mezza costa dall'interessante impianto urbanistico.
- Selva è una tra le più piccole frazioni ed è situata proprio sopra Vobbia.
- Vallenzona era, un tempo, uno dei più grandi centri del comune; aveva una sua chiesa, una scuola e perfino un piccolo albergo. Oggi si è spopolata, se non durante l'estate quando è frequentata da numerosi villeggianti nei mesi di luglio e agosto. Prima e dopo di questa vi sono anche altre frazioni minori, in ordine Vigogna, Poggio, quindi la già citata Vallenzona, e infine Costa di Vallenzona. Nei pressi di San Fermo, al confine col Piemonte, si trovano i cosiddetti Piani di Vallenzona.

## Economia

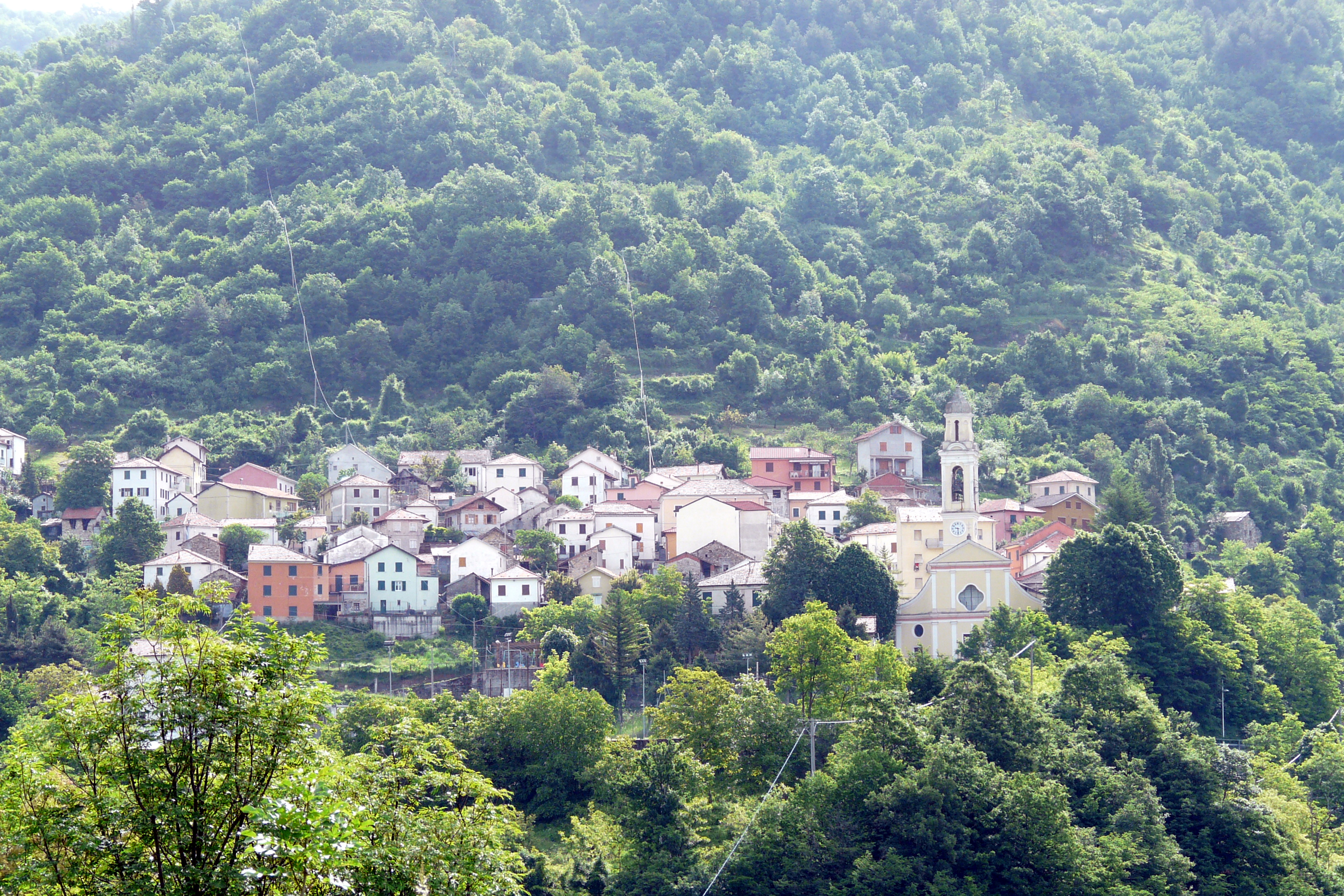
Panorama della frazione di Vallenzona

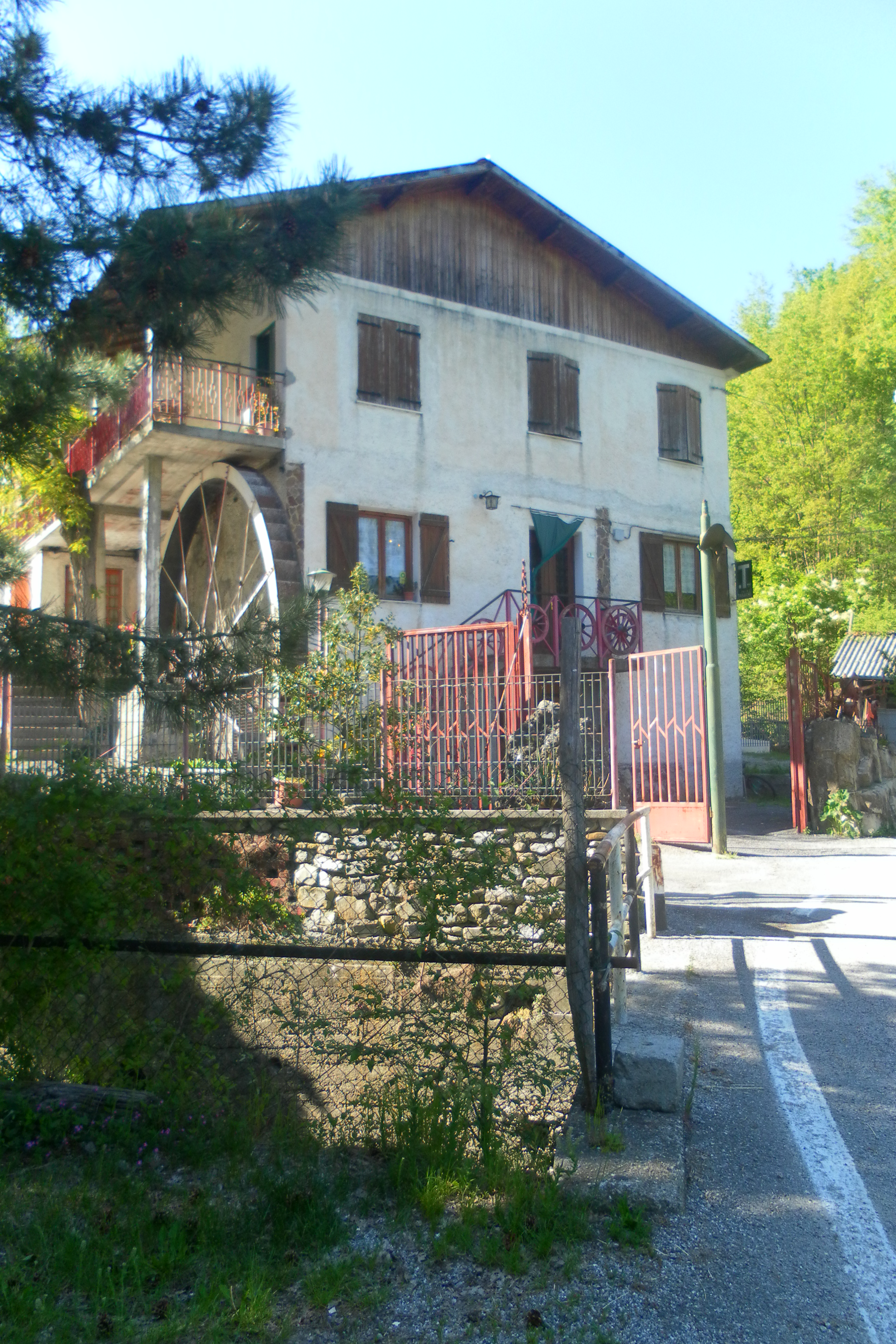
Un mulino nei pressi del confine comunale (e regionale) con Mongiardino Ligure in provincia di Alessandria

Si basa principalmente sulla produzione agricola. È altresì praticata la selvicoltura, l'artigianato legato al legno e l'allevamento del bestiame.

## Infrastrutture e trasporti

### Strade
Il centro di Vobbia è situato all'intersezione tra la strada provinciale 8 di Vobbia, la quale collega il comune con Isola del Cantone e con Mongiardino Ligure in provincia di Alessandria, e la strada provinciale 9 di Crocefieschi, proveniente dal comune omonimo.
Attraverso il valico di San Fermo (1.129 m s.l.m.), lungo la provinciale 81 omonima, è possibile il collegamento viario con il comune piemontese di Cabella Ligure e la val Borbera.

### Mobilità urbana
Dal comune di Busalla un servizio di trasporto pubblico locale gestito dall'AMT garantisce quotidiani collegamenti bus con Vobbia e per le altre località del territorio comunale.

## Amministrazione
| Periodo           | Periodo           | Primo cittadino   | Partito                                               | Carica      | Note   |
| ----------------- | ----------------- | ----------------- | ----------------------------------------------------- | ----------- | ------ |
| 1903              | np                | Luigi Ratto       |                                                       | Sindaco     |        |
| 18 giugno 1988    | 29 maggio 1993    | Bruno Moretti     | PSI                                                   | Sindaco     |        |
| 7 giugno 1993     | 25 settembre 1995 | Giovanni Coiana   | PSI                                                   | Sindaco     | [ 15 ] |
| 25 settembre 1995 | 10 giugno 1996    | Luciana Gotti     | PDS                                                   | Vicesindaco |        |
| 10 giugno 1996    | 17 aprile 2000    | Ennio Beroldo     | lista civica di centro-sinistra                       | Sindaco     |        |
| 17 aprile 2000    | 5 aprile 2005     | Michela Ferrara   | Sent'anni de Vubbia (lista civica di centro-sinistra) | Sindaco     |        |
| 5 aprile 2005     | 30 marzo 2010     | Ennio Beroldo     | Sent'anni de Vubbia (lista civica di centro-sinistra) | Sindaco     |        |
| 30 marzo 2010     | 1º giugno 2015    | Andrea Apicella   | Vobbia vuole vivere (lista civica di centro-sinistra) | Sindaco     |        |
| 1º giugno 2015    | 22 settembre 2020 | Simone Franceschi | Vobbia vuole vivere (lista civica di centro-sinistra) | Sindaco     |        |
| 22 settembre 2020 | in carica         | Simone Franceschi | Vobbia vuole vivere (lista civica di centro-sinistra) | Sindaco     |        |

### Altre informazioni amministrative
Vobbia fa parte dell'Unione dei comuni dello Scrivia.

### Gemellaggi
- Bolton, dal 2012[16]